# Ledi Sayadaw

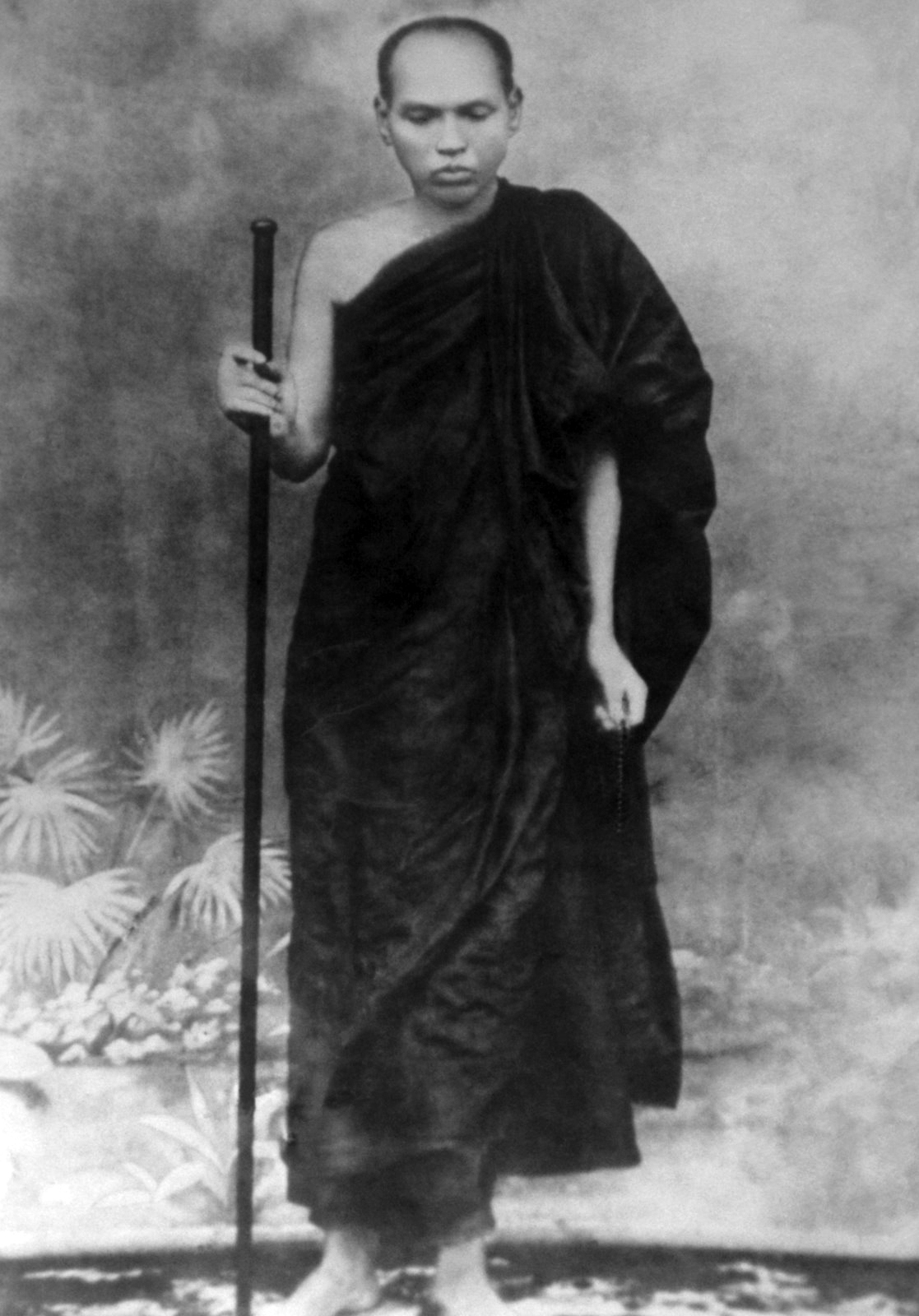
Ledi Sayadaw

Ledi Sayadaw U Ñanadhaja (burmesisch: လယ်တီဆရာတော် ဦးဉာဏဓဇ, [Ledi Sayadaw: „Der große Gelehrte aus Ledi“]; * 1. Dezember 1846 in Tabayin; † 27. Juni 1923 in Pyinmana) war ein buddhistischer Mönch in der Theravada-Tradition und  ein einflussreicher buddhistischer Lehrer seiner Zeit.

## Überblick
Er war bereits in jungen Jahren in Theorie und Praxis bewandert und wurde daher bald als Gelehrter und Heiliger verehrt. Er verfasste mehrere Bücher über die buddhistische Lehre in burmesischer Sprache, die auch für den Laien verständlich waren. Damit hatte er die Lehre wiederbelebt und über den Stand der Mönche und Nonnen hinaus weit in die Gesellschaft hinein verbreitet. Er legte dabei besonderen Wert darauf, den empirischen, also den erfahrungsbezogenen Aspekt der Buddhistischen Lehre zu erklären und verfügbar zu machen.

## Leben
Ledi Sayadaw erlernte die Meditationstechnik des („Ledi-“)Vipassana (einer Einsichtsmeditation, die besonderen Wert auf die Körperempfindungen legt) in den Höhlen der Sagaing Berge Burmas, wo sie noch immer gelehrt wurde. Nachdem er sie beherrschte, begann er sie an andere weiterzugeben. Er gründete hierfür ein Kloster im Dorf Ledi (daher sein Name), nahe der Stadt Monywa. Dort meditierte und lehrte er die meiste Zeit. Sein Hauptschüler war dabei der Bauer Thet Gyi, mit dem eine Reihe von Laienlehrern begann, die sich bis in die heutige Zeit fortsetzt, namentlich durch Ba Khin und dessen Schüler S. N. Goenka. Zuvor wurden grundsätzlich nur Mönche und Nonnen in der Technik unterrichtet. Zuweilen reiste Ledi Sayadaw durch ganz Myanmar.
1885 verfasste Ledi Sayadaw den Nwa-myitta-sa (နွားမေတ္တာစာ), einen prosaischen Lehrbrief, in dem er sich für den Verzicht von Rindfleisch als Nahrungsmittel einsetzte. Die Tiere seien als Last- und Arbeitstiere für den Burmesischen Bauern zu wertvoll und durch den Fleischkonsum vom Aussterben bedroht. Ferner sei der Verzicht auch ökologisch sinnvoll. Später initiierte er entsprechende Fleisch-Boykotte und inspirierte in der seinerzeit noch andauernden Kolonialepoche Burmas eine ganze Generation von Unabhängigkeitsaktivisten des Landes, diese Haltung zu übernehmen.

## Werke
Zu seinen wesentlichen Werken gehört neben seinen Schriften über die Buddhistische Theorie (etwa das Manual of Ultimate Truth und The Manuals of Dhamma) auch ein Buch über die Grammatik des Pali, welches diese Sprache, in der die Buddhistischen Urschriften verfasst wurden, dem Burmesischen Leser erschließen helfen sollte. Mehrere seiner Schriften werden heute besonders in Englischer Sprache etwa durch die Buddhist Publication Society und das Vipassana Research Institute publiziert.